# Lacconectus punctipennis
Lacconectus punctipennis är en skalbaggsart som beskrevs av Zimmermann 1928. Lacconectus punctipennis ingår i släktet Lacconectus och familjen dykare. Inga underarter finns listade i Catalogue of Life.